# Marckolsheim
Marckolsheim é uma comuna francesa na região administrativa de Grande Leste, no departamento Baixo Reno. Estende-se por uma área de 33,39 km². Em 2010 a comuna tinha 4 226 habitantes (densidade: 126,6 hab./km²).